# Oesjanka

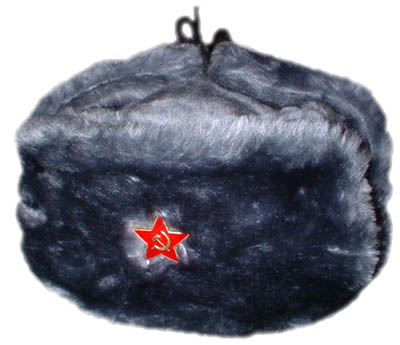
Een grijze oesjanka met de oorflappen bovenop.

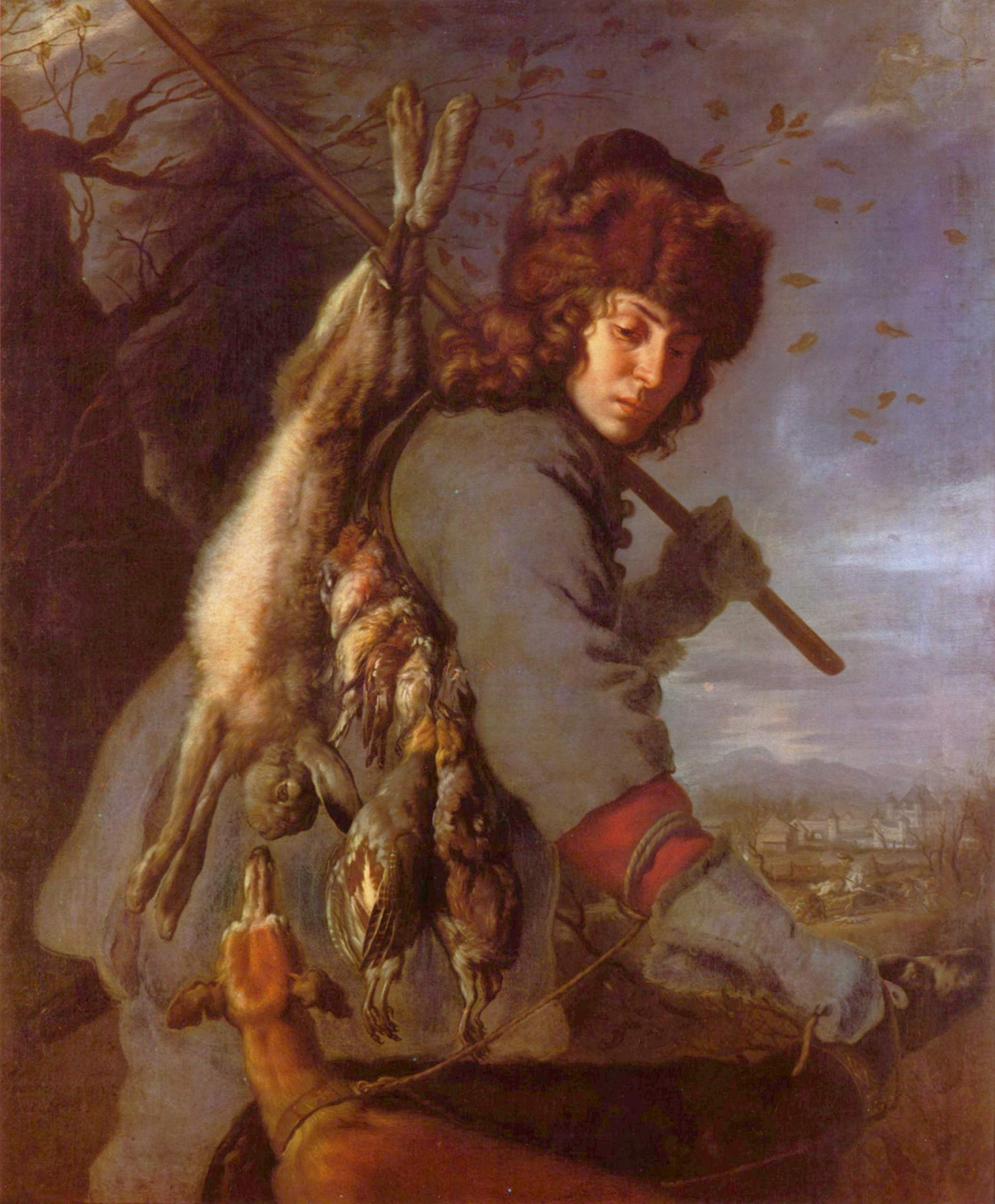
Een allegorie van November, die een sterk op een oesjanka gelijkend hoofddeksel draagt - Schilderij uit 1643 van Joachim von Sandrart

De oesjanka (Russisch: уша́нка; letterlijk: oorflapmuts), is een muts gemaakt van bont met oorflappen of oorkleppen aan de zijkant die ook boven op de muts of onder de kin gebonden kunnen worden. De oesjanka wordt ook wel een pelsmuts genoemd.
Verkopers zullen vaak beweren dat de "authentieke" oesjanka uit Siberië komt. Ze worden vooral in de koude regio's van Rusland gedragen, maar ook in bijvoorbeeld China, Noord-Korea, Scandinavië en de Verenigde Staten. Meestal wordt er voor de mutsen konijnenbont gebruikt, maar soms ook bont van vossen en marters. Omdat er in de westerse wereld steeds meer tegen het gebruik van bont wordt geprotesteerd, worden er ook veel oesjanka's van imitatiebont gemaakt.
Het Russische leger en de politie gebruiken de oesjanka nog steeds ondanks het oude ontwerp. Er wordt gedacht dat de Russen het ontwerp tijdens de Mongoolse invasie hebben overgenomen van de Mongolen.
In 2014 werd een nieuw uniform voor het Russische leger gepresenteerd; de bontmuts werd vervangen door een hoofddeksel dat kan worden gedragen in combinatie met een helm en moderne communicatiemiddelen.

## Trivia
- Kyle Broflovski uit de Amerikaanse animatieserie South Park draagt een oesjanka.
- Bij een optreden met het nummer Dodenrit in Toppop, in 1974, droeg Drs. P een bontmuts die een oesjanka moest voorstellen.
- De oesjanka wordt wel eens onterecht een 'tsjapka' genoemd. Dit is echter een wollen muts zonder oorflappen.